# Batalha de Uji (1221)
A Terceira Batalha de Uji foi a principal batalha da Guerra Jōkyū no Japão. As forças do shogunato lideradas por Hōjō Yoshitoki tentaram entrar em Quioto e expulsar o Imperador Go-Toba .
As forças do Imperador, compostas de súditos simpatizantes, junto com os sohei (monges guerreiros) do Enryaku-ji (Monte Hiei) procuraram se defender na ponte para Quioto. As forças do shogunato atacaram, sistemática e ininterruptamente, todos os pontos fracos ao longo da extensa frente de batalha que ia desde a ponte de Uji até a distante ponte de Seta, apesar das forças imperiais resistirem por várias horas, finalmente cederam e o exército do xogum avançou até a cidade vencendo as forças rebeldes restantes.